# Hyrule Warriors
Hyrule Warriors (известна как Zelda Warriors в Японии) — слэшер, сделанный Omega Force + Team Ninja для Wii U. Hyrule Warriors была выпущена в августе 2014 в Японии, по всему миру в сентябре 2014. Игра — коллаборация между Koei Tecmo и Nintendo, кроссовер Dynasty Warriors и The Legend of Zelda. 18 мая 2018 года игра была портирована на Nintendo Switch. В порт включен весь загружаемый контент.
8 сентября 2020 продюсер игры Эйдзи Аонума объявил, что приквел Breath of the Wild в стиле Hyrule Warriors, действия которого разворачиваются за 100 лет до событий в игре находится в разработке и будет в продаже 20 ноября 2020 года.

## Сюжет
Действие игры происходит в Хайруле, снаружи официальной шкалы времени игры. Когда-то давно, Ганондорфа одолели и его душа разделилась на 4 фрагмента, трое из которых были запечатаны в разных эрах Хайрула, а четвертый в Высшем Мече. Антагонист планирует свое воскрешение через Сию, тёмную колдунью, которая смотрит за балансом Трифорса. У Сии есть романтические чувства к протагонисту, и это дает Ганондорфу возможность очистить ее внутренний свет. В результате, Сия становится поглощенной в своих желаниях и открывает Врата Духов, портал в разные эры Хайрула, чтобы пробудить армию монстров. Чтобы собрать все фрагменты Трифорса и завоевать Хайрул, Сия зовет своих помощников: колдуна Виззро и рыцаря Волгу — и отправляется с ними воевать против принцессы Зельды и хайрульской армии.
Пока армия Сии атакует Хайрул, молчаливый протагонист Линк узнает, что ему достался Трифорс Храбрости. Во время очередной тренировки, замок захватили монстры, и выясняется, что принцесса Хайрула Зельда пропала. Генерал армии Импа просит Линка найти ее. Линк соглашается, и они отправляются на поиски. Пока они шествуют, Линк и Импа знакомятся с воином народа шиика по имени Шиик, который знает кое-что о местонахождении Зельды, и со светлой колдуньей по имени Лана, которая из того же клана, что и Сия. Армия направляется ближе к Вратам Духов, но Сия заманивает Линка и Шиик в ловушку. Вскрылось, что Шиик обладает Трифорсом Мудрости. Сия ворует у Шиик и Линка фрагменты Трифорса и с полным Трифорсом открывает порталы к запечатанным фрагментам душ Ганондорфа.
Чтобы спасти Хайрул, Линк, Импа, и Лана ведут собственные компании чтобы одолеть войска Сии и закрыть Врата Духов. По дороге им помогают герои каждой эры, включая принцессу народа зора Руто и шефа горонов Дарунию из Ocarina of Time, беса Мидну и принцессу насекомых Агиту из Twilight Princess, и дух меча Фай из Skyward Sword. Вскоре, Шиик признается, что все это время он прикрывался Зельдой, а затем Лана призналась, что она и Сия когда-то были одним человеком. Тем временем, трое из фрагментов духов Ганондорфа свободны, и его тело восстановилось. Так как Сия ему больше не нужна, Ганондорф пытается сам захватить Трифорс, но Сия возвращает фрагменты обратно Зельде и Линку, а своим фрагментом она запечатывает Ганондорфа.
После того, как он получил Высший Меч, Линк собирается противостоять Сие, которая ослабла после того, как Виззро и Волга бросили ее и после того как она пыталась усилить своих воинов с помощью своей жизни. Линк побеждает Сию и Лана забирает у нее фрагмент Трифорса. Все фрагменты собраны, и Лана закрывает Врата Духов. Но потому что Высший Меч вытащили, последний фрагмент духов Ганондорфа пробуждается, и антагонист полностью восстановился. С помощью короля узурпатора Занта из Twilight Princess и повелителя демонов Гирахима из Skyward Sword, Ганондорфу удается украсть все фрагменты Трифорса, усилить армию и завладеть замком Хайрул. Лана снова вызывает Руто, Дарунию, Мидну, Агиту и Фай, они всей группой успевают одолеть Гирахима и Занта до того как они добрались до башни Ганондорфа. Линку удается одолеть Ганондорфа, но тот использует Трифорс Силы чтобы превратиться в Чудище Тьмы Ганона. С помощью Стрел Света Зельды, Линк побеждает Ганона, и он вместе с Зельдой и Ланой запечатывают антагониста снова. Герои прошлого возвращаются в свои эры, Лана смотрит за Трифорсом вместо Сии, а Линк и Зельда вставляют Высший Меч в пьедестал чтобы Ганондорф не сбежал.

## Hyrule Warriors Legends
Пока Сия атаковала Хайрул, фермерша по имени Линкл узнает о происходящем. Потому что она верит в то, что она реинкарнация Линка женского пола, Линкл искренне верит в то, что она сможет помочь Линку победить врагов. Местные жители деревни пытаются уговорить её остаться, но Линкл не слушается; она берет компас своей бабушки и отправляется в замок Хайрул с армией кокко. Однако, её невнимательность заставляет ее идти в другую сторону, и ее атакует Черепыш, который пытается украсть компас. Вскоре Линкл узнает о способностях компаса, тем самым побеждает Черепыша, забирает компас обратно и убегает. Из за невнимательности она снова теряется, и пока она ищет правильную дорогу к замку Хайрул, Линкл знакомится с героями Хайрула и помогает им. Она помогла Фай одолеть Заключенного (англ. The Imprisoned), защищает Руто и Дарунию от Волги и его армии, и помогла Мидне восстановить свой обычный образ.
Наконец Линкл приходит в замок Хайрул сразу после того как удалось одолеть Ганондорфа и помогает Импе, Зельде и Линку истребить оставшихся монстров. Когда армия пытается убить бессмертного короля Додонго (англ. Dodongo), компас Линкл отреагировал и засветился, чем убил дракона и всех остальных монстров в замке. Все радуются этому, а Зельда и Линк возвращают Высший Меч в пьедестал.

## Отзывы
| Сводный рейтинг | Сводный рейтинг | Сводный рейтинг | Сводный рейтинг |
| Издание         | Оценка          | Оценка          | Оценка          |
| Издание         | 3DS             | Switch          | Wii U           |
| --------------- | --------------- | --------------- | --------------- |
| GameRankings    | 72,18 %         | 78,93 %         | 77,33 %         |